# Aubignan
Aubignan é uma comuna francesa na região administrativa da Provença-Alpes-Costa Azul, no departamento de Vaucluse. Estende-se por uma área de 15,7 km². Em 2010 a comuna tinha 5 812 habitantes (densidade: 370,2 hab./km²).